# 康图库克河

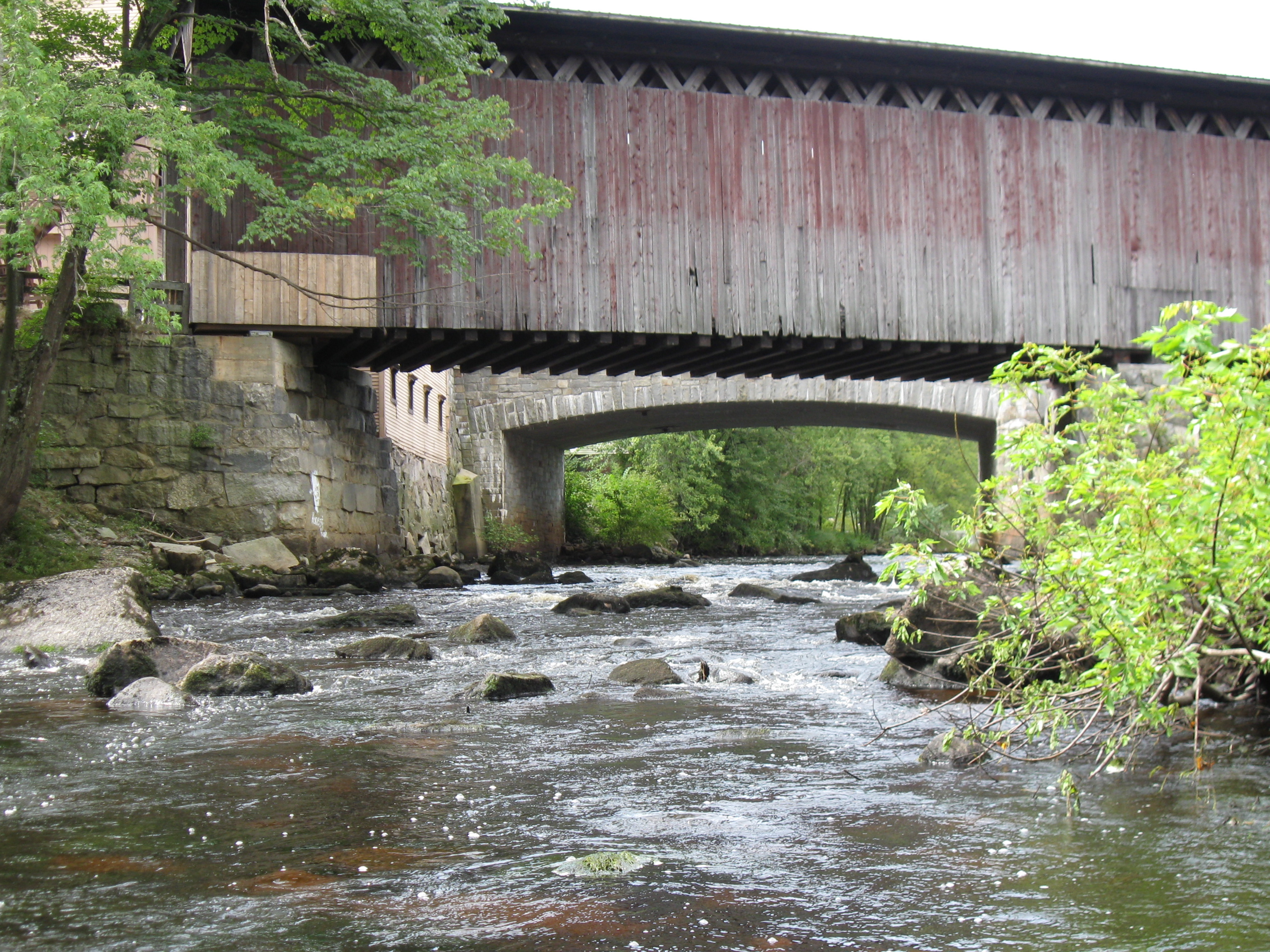
位于新罕布什尔州康图库克郊外的跨过康图库克河的铁路桥

43°17′11″N 71°35′23″W / 43.2865°N 71.5898°W
康图库克河（英語：Contoocook River）是新罕布什尔州的一条河流，长约71-英里（114-）。